# Autonomna ženska kuća Zagreb
Autonomna ženska kuća Zagreb – žene protiv nasilja nad ženama (skraćeno AŽKZ) nevladina je feministička organizacija s ciljem pružanja podrške i pomoći ženama koje su preživjele nasilje te osnaživanja ženske pozicije u društvu. Osnovana je 1990. godine u Zagrebu, kao prvo sklonište u istočnoj Europi za žene žrtve nasilja. Do danas funkcionira kao sklonište čiju je adresu Vlada Republike Hrvatske proglasila službenom tajnom, te pravno i psihološko savjetovalište za žene i djecu žrtve nasilja. Jedna od suosnivačica AŽKZ je feministička aktivistkinja-volonterka Neva Tölle.

## Povijest
Autonomna ženska kuća Zagreb osnovana je 14. prosinca 1990. godine, kada je grupa aktivistkinja otvorila prvo sklonište za žene koje su preživjele nasilje na području Istočne Europe. Osnovana je u vrijeme kada se o nasilju nad ženama i djecom nije govorilo u hrvatkom društvu. Zbog nedostatka podrške vlasti, prvi prostor skloništa bio je skvotirani prostor u vlasništvu Grada Zagreba u kojem su prve tri godine radile isključivo volonterke i aktivistice. AŽKZ se tijekom godina razvila u profesionalni projekt u kojem rade educirane radnice i volonterke. Osnovni sadržaj djelatnosti AŽKZ jest pružanje podrške i pomoći ženama i njihovoj djeci koji su izloženi fizičkom i psihičkom nasilju u obitelji, kao i drugim oblicima patrijarhalnog nasilja, bez obzira na njihovu nacionalnost, vjeru, bračni status, dob, boju kože, seksualnu orijentaciju, ili bilo koju drugu vrstu diskriminacije. Kontinuiranim stručnim radom Autonomna ženska kuća Zagreb utječe na promjenu prakse institucija u tretmanu žrtava obiteljskog nasilja, zakonodavstva u pogledu ženskih prava i promjenu javnog mnijenja.
U sklopu Autonomne ženske kuće Zagreb radi i Žensko savjetovalište, koje pruža besplatne, povjerljive i anonimne pravne savjete te pruža psihološku pomoć za žene i djecu žrtve nasilja.

## Aktivnosti
- pružanje konkretne pomoći, sigurnog smještaja te pravnih savjeta ženama i njihovoj djeci koje su izložene nasilju u obitelji i drugim oblicima patrijarhalnog nasilja[3]
- posredovanje između žena i djece te institucija (socijalnih, pravosudnih, zdravstvenih, obrazovnih i drugih)
- unapređenje socijalne sigurnosti i socijalne politike u interesu žena
- informiranje javnosti o problemu zlostavljanja žena i sprečavanju patrijarhalnog nasilja[4]
- razvijanje antiautoritarne i nenasline kulture življenja
- uključivanje u međunarodnu mrežu organizacijske pomoći
- javne preventivne kampanje[5] protiv nasilja nad ženama[6]

## Izdavašvo
- Ženska prava – priručnik za zlostavljane žene. Autonomna ženska kuća Zagreb, 1994.
- Ženska prava – priručnik za zlostavljane žene. Neve Tölle, Ljubica Matijević-Vrsaljko i Marica Martin. Autonomna ženska kuća Zagreb. 2000.
- Kako izaći iz nasilne veze – Priručnik ženama za život bez nasilja. Neve Tölle. Ur. Valentina Andrašek. Schoeffling i Autonomna ženska kuća Zagreb. 2003.[7]
- Gradski vodič za žene: zagrebački vodič kroz socijalne usluge za žene koje su preživjele nasilje. Ur: Neve Tölle. Autonomna ženska kuća Zagreb. 2009.

## Nagrade i priznanja
- Nagrada Grada Zagreba 2000. godine za osnivanje skloništa za žene i djecu žrtve zlostavljanja, prvog u tom dijelu Europe, za sustavno djelovanje na prevenciji i suzbijanju nasilja te za podizanje javne svijesti u borbi protiv nasilja u obitelji
- Zahvalnica MUP-a RH: za požrtvovni i uporni rad sa žrtvama obiteljskog nasilja, od zbrinjavanja u sklonište do psihološke i pravne pomoći žrtvama
- EXPO 2000,  Hannover: predstavnice RH za razvoj civilnog sektora i demokracije u Republici Hrvatskoj
- Prva nagrada Erste fondacije za socijalnu uključenost marginaliziranih skupina, 2011. godine.

## Vanjske poveznice
- Službena web-stranica